# Piscina curta (25 m)
Uma piscina curta ou piscina semiolímpica é um tipo de piscina de 25 metros que obedece às regulamentações impostas pela Federação Internacional de Natação (World Aquatics). Este tipo de piscina é comumente utilizado para eventos competitivos de natação, como: Troféu José Finkel, Campeonatos Mundiais de Natação, entre outros.

## Especificações
A World Aquatics estabelece as seguintes especificações para as piscinas curtas:
| Comprimento:         | 25 metros                                                        |
| Largura:             | 20 metros                                                        |
| Número de raias:     | 8 + 2 utilizadas eventualmente                                   |
| Largura das raias:   | 2 metros                                                         |
| Temperatura da água: | 25°C a 28°C                                                      |
| Intensidade da luz:  | >750 lux                                                         |
| Profundidade:        | 2 metros                                                         |
| Volume:              | mínimo 1.000 m3 ou 1.000.000 de litros (depende da profundidade) |

## Outras piscinas
- Piscina longa (50 m) – olímpica